# أندريه ماسينا
أندريه ماسينا (6 مايو 1758 - 4 أبريل 1817)، أمير إيسلينج، دوق ريفولي، من أنجَح مارشالات نابليون بونابرت، كان قائدًا عسكريًا فرنسيًا ومارشال الإمبراطورية الذي خدم خلال كل من الحروب الثورية الفرنسية والحروب النابليونية. كان واحدًا من 18 مارشالاً أصلياً للإمبراطورية التي أنشأها نابليون بونابرت، لَقَبه نابليون «حَبيب النَصر» بسَبب انتصاراته الكَثيرة.
تم تدريب العديد من مارشالات نابليون في أرقى الأكاديميات العسكرية الفرنسية والأوروبية، لكن ماسينا كانت من بين أولئك الذين حققوا العظمة من دون الاستعانة بالتعليم الرسمي. بينما اكتسب أصحاب الرتب النبيلة تعليمهم وترقياتهم على سبيل الامتياز، ارتقى ماسينا من أصول متواضعة إلى مكانة بارزة أشار إليه نابليون على أنه «أعظم اسم في إمبراطوريتي العسكرية.»  مسيرته العسكرية لا يوازيها سوى عدد قليل من القادة في التاريخ الأوروبي. خدم غالبية مارشالاًت الإمبراطورية في ذلك الوقت تحت إمرته في وقت ما.

## سيرة ذاتية
ولد ماسينا في نيس، التي كانت جزءًا من مملكة سردينيا في ذلك الوقت، في 16 مايو 1758. كان ابن صاحب متجر (جوليو ماسينا)، الذي أصبح تاجر نبيذ، وزوجته مارغريت فابر. توفي والده عام 1764، وبعد أن تزوجت والدته أُرسل ليعيش مع أقارب والده.
في سن الثالثة عشرة، أصبح ماسينا صبيًا على متن سفينة تجارية. أثناء وجوده على متن السفينة، أبحر في البحر الأبيض المتوسط وفي رحلتين ممتدة إلى غيانا الفرنسية. في عام 1775، بعد أربع سنوات في البحر، عاد إلى نيس والتحق بالجيش الفرنسي كجندي في الفوج الملكي الإيطالي. بحلول الوقت الذي غادر فيه في عام 1789، كان ماسينا قد ارتقى إلى رتبة ضابط صف، وهي أعلى رتبة يمكن لغير النبلاء تحقيقها. في 10 أغسطس من ذلك العام، تزوج من آن ماري، ابنة جراح في أنتيب، وعاش معها في مسقط رأسها. بعد فترة وجيزة قضاها كمهرب في شمال إيطاليا، انضم مرة أخرى إلى الجيش في عام 1791 وأصبح ضابطًا، وترقى إلى رتبة عقيد بحلول عام 1792.

## الحروب الثورية
عندما اندلعت الحروب الثورية الفرنسية في أبريل 1792، تم نشر ماسينا وكتيبته على طول الحدود إلى بيدمونت. أعد ماسينا كتيبته للمعركة على أمل أن يتم دمجها في الجيش النظامي. في شهر أكتوبر من ذلك العام، بعد شهر من احتلال نيس، كانت الكتيبة واحدة من أربع كتائب متطوعة أصبحت جزءًا من جيش إيطاليا الفرنسي.
تميز ماسينا في المعركة وسرعان ما تمت ترقيته، حيث وصل إلى رتبة عميد في أغسطس 1793 ولواء في ديسمبر. كان بارزا في كل حملة على الريفيرا الإيطالية على مدار العامين التاليين، بما في ذلك الهجوم على ساورجيو في 1794 ومعركة لوانو في 1795. عندما تولى نابليون بونابرت القيادة في مارس 1796، كان ماسينا يقود فرقتين من الجيش المُتَقدم.
خلال الحملة في إيطاليا من 1796 إلى 1797، أصبح ماسينا أحد أهم مرؤوسي بونابرت. لعب دورًا مهمًا في معركة مونتينوت ومعركة ديجو الثانية في الربيع، وتولى دورًا رائدًا في معركة لوناتو، كاستيجليون، باسانو، كالدييرو، ومعركة أركول في الصيف والخريف، وكذلك معركة ريفولي وسقوط مانتوفا في ذلك الشتاء.
عندما تم إرسال جيش إغاثة نمساوي لمساعدة مانتوفا في يناير 1797، تم اجتياح القوات الفرنسية في معركة ريفولي، بينما تقدمت طوابير أخرى للعدو في فيرونا ومانتوا. الساعة 5:00 مساءً في 13 يناير، أُمر ماسينا بالسير من فيرونا إلى ريفولي، على بعد خمسة عشر ميلاً. بعد مسيرة ليلية إجبارية عبر الطرق المغطاة بالثلوج، وصلت أولى قواته إلى ساحة المعركة في الساعة 6:00 صباحًا. نشرهم بونابرت على الجهة اليسرى عندما بدأت المعركة. تم نقلهم لتقوية المركز المترهل ثم تم نشرهم لسحق مناورة الجناح النمساوي. لعبت قوات ماسينا دورًا حاسمًا في النصر. في اليوم التالي، مع القليل من الراحة، سار ماسينا وقواته على بعد 39 ميلًا في غضون 24 ساعة لاعتراض تقدم الجيش النمساوي الثاني لتخفيف الضَغط على مانتوا. في لا فافوريتا، أستَعملة ماسينا تَكتيك الكماشة على الجيش النمساوي، وأجبرهم على الاستسلام. في غضون خمسة أيام، لعبت فرقة ماسينا دورًا رئيسيًا في العملية التي خلفت أكثر من 35000 جندي نمساوي إما بين القتلى أو الأسرى. بعد أسبوعين، استسلمت الحامية في مانتوا التي يبلغ قوامها 30.000 فرد. مع اكتمال انتصاره النهائي، أشاد نابليون بـ ماسينا من حلال تَسميَته «حَبيب النَصر».
في عام 1799، مُنح ماسينا قيادة مهمة في سويسرا، ليحل محل الجنرال تشارلز إدوارد جينينغز. مع تقدم التعزيزات الروسية لدعم الجيوش النمساوية في إيطاليا وسويسرا، عزز المجلس الحكومي بقايا الجيوش الفرنسية تحت قيادة ماسينا. مع قوة يبلغ مجموعها حوالي 90.000 رجل، أمر ماسينا بالدفاع عن الحدود بأكملها.

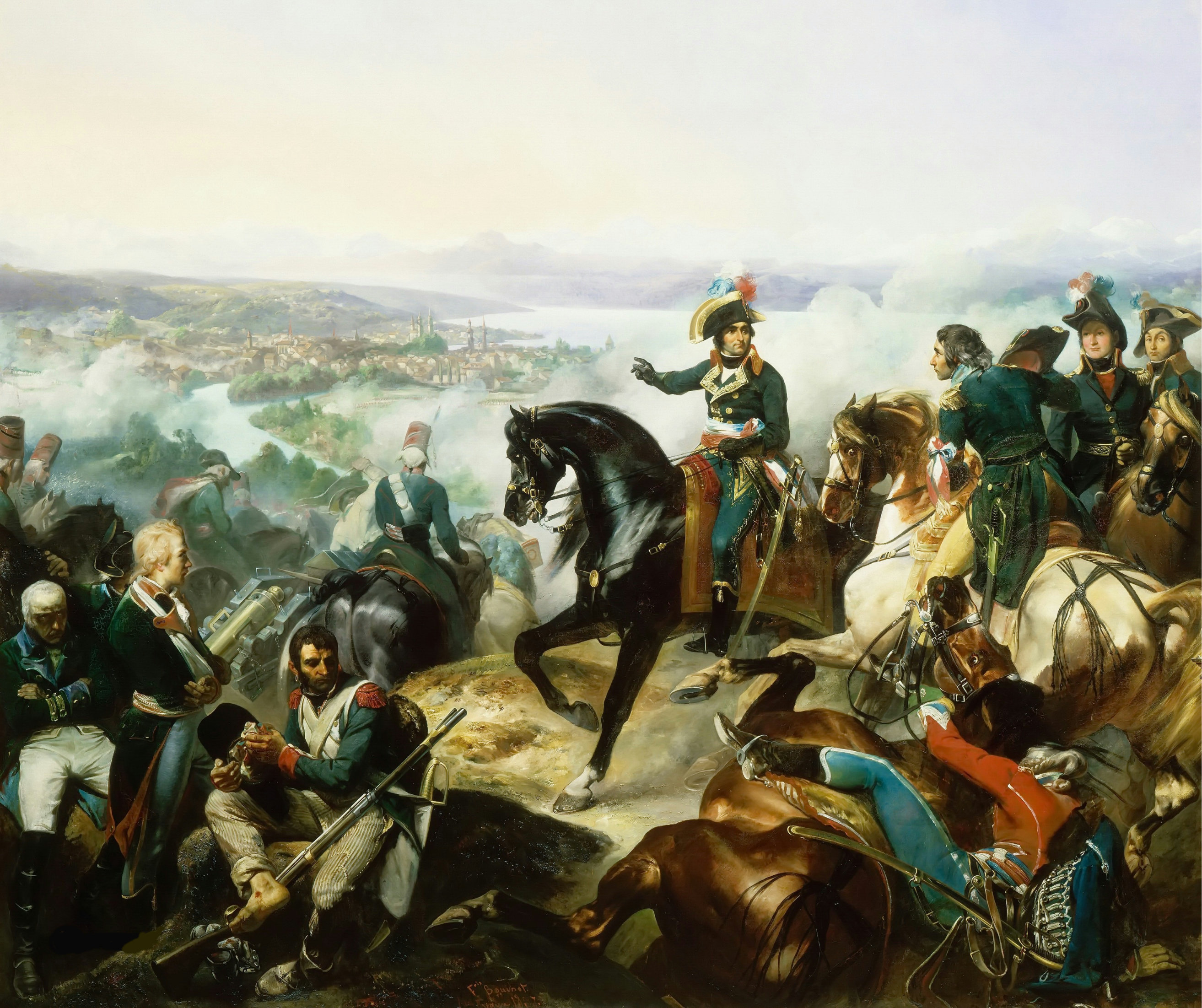
ماسينا في معركة زيورخ الثانية، بريشة فرانسوا بوشوت.

صد ماسينا تقدم الأرشيدوق تشارلز على زيورخ في يونيو، لكنه تَراجع من المدينة واتخذ مُعَسكراً في الجبال المحيطة. انتصر على الروس تحت قيادة الجنرال ألكسندر كورساكوف في معركة زيورخ الثانية في سبتمبر، ثم بعد إدراكه لتقدم الجنرال الروسي ألكسندر سوفوروف نحو سانت جوتهارد، قام بتحويل قواته بسرعة إلى الجنوب. أخر قسم الجنرال كلود جاك لوكورب دخول الروس إلى سويسرا عند جوتهارد باس، وعندما شق سوفوروف طريقه أخيرًا، قابله وحدات من الفرقة الفرنسية للجنرال جان دي ديو سولت والتي أغلقت الطريق في ألتدورف. غير قادر على اختراق الخطوط الفرنسية وإدراكه لهزيمة كورساكوف الكارثية، تحول الجنرال الروسي شرقاً عبر ممر براجيل العالي والصعب إلى جلاروس بعدَ ان شعر بالفزع، فقط ليجد قوات فرنسية أخرى تنتظره في 4 أكتوبر. بَعد تساقط الثلوج بعمق الخصر، حاولت قواته ست مرات اختراق الخطوط الفرنسية على طول نهر لينث، لكن تم صد كل هجوم. لم يكن أمام سوفوروف بديل سوى الهروب عبر ممر بانيكس الغادر، وترك أمتعته ومدافعه، فقد ما يصل إلى 5000 رجل. أدى هذا، من بين أحداث أخرى، إلى انسحاب روسيا من التحالف الثاني.

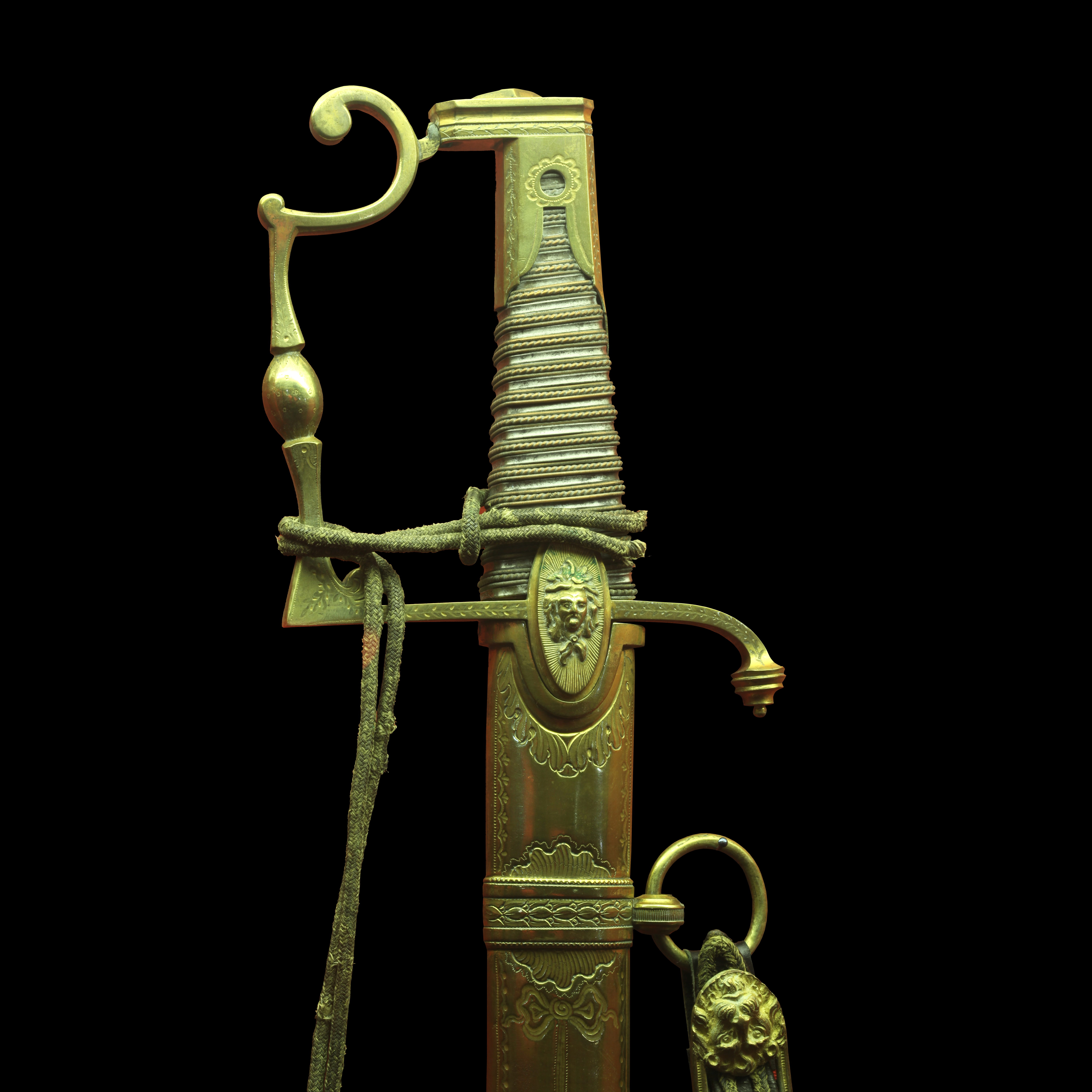
سابار ماسينا، معروض في متحف الفنون والتاريخ في نوشاتيل.

في عام 1800، حاصر النمساويون ماسينا في جنوة بإيطاليا، بينما سار بونابرت مع جيش الاحتياط إلى ميلانو. بحلول نهاية مايو، انتشر الطاعون في جميع أنحاء جنوة وكان السكان المدنيون في حالة تمرد. بدأت المفاوضات بشأن تبادل الأسرى في أوائل شهر يونيو، لكن المواطنين وبعض الحامية طالبوا بالاستسلام. غير معروف لماسينا، تلقى الجنرال النمساوي بيتر أوت أوامر برفع الحصار لأن بونابرت عبر ممر سانت برنارد العظيم ويهدد الآن الجيش النمساوي الرئيسي. واصفاً الوضع في جنوة، طلب أوت وحصل على إذن لمواصلة الحصار. في 4 يونيو، مع بقاء حصص الإعاشة ليوم واحد، وافق مفاوض ماسينا أخيرًا على إخلاء الجيش الفرنسي من جنوة. ومع ذلك، «إذا تم ذكر كلمة الاستسلام أو كتابتها»، فقد هدد ماسينا بإنهاء جميع المفاوضات. بعد يومين، غادر عدد قليل من الفرنسيين المدينة عن طريق البحر، لكن الجزء الأكبر من قوات ماسينا المنهكة والتي كانت تعاني من الجوع خرجت من المدينة بكل معداتها وتابعت الطريق على طول الساحل باتجاه فرنسا، منهية الحصار الذي دام 60 يومًا تقريبًا. كان الحصار دليلاً مذهلاً على المثابرة والإبداع والشجاعة والجرأة التي حصدت أمجاد إضافية لماسينا ووضعته في فئة مخصصة مسبوقاً بنابليون وحده.
من خلال إجبار النمساويين على نشر قوات كبيرة ضده في جنوة، أتاح ماسينا لبونابرت عبور ممر سانت برنارد العظيم، ومفاجأة النمساويين، وفي النهاية هزيمة الجيش النمساوي بقيادة الجنرال مايكل فون ميلاس في معركة مارينغو قبل نقله للتعزيزات الكافية. بعد أقل من ثلاثة أسابيع من الإخلاء، كتب بونابرت إلى ماسينا، «أنا لست قادرًا على إعطائك علامة أكبر على ثقتي بك أكثر من إعطائك قيادة الجيش الأول للجمهورية [جيش إيطاليا].»  حتى النمساويين أدركوا أهمية دفاع ماسينا. أعلن رئيس الأركان النمساوي بحزم، «لقد ربحت المعركة، ليس في أليساندريا ولكن في جنوة.»  تم تعيين ماسينا قائدًا للقوات الفرنسية في إيطاليا، على الرغم من إقالته لاحقًا من قبل نابليون. على الرغم من الثناء، انتقد نابليون أيضًا ماسينا لاستسلامه مبكرًا جدًا في مذكراته، مقارناً أفعاله بأفعال الغال تحت حكم فرسن جتريكس عندما حاصره يوليوس قيصر في معركة أليسيا.

## الحروب النابليونية

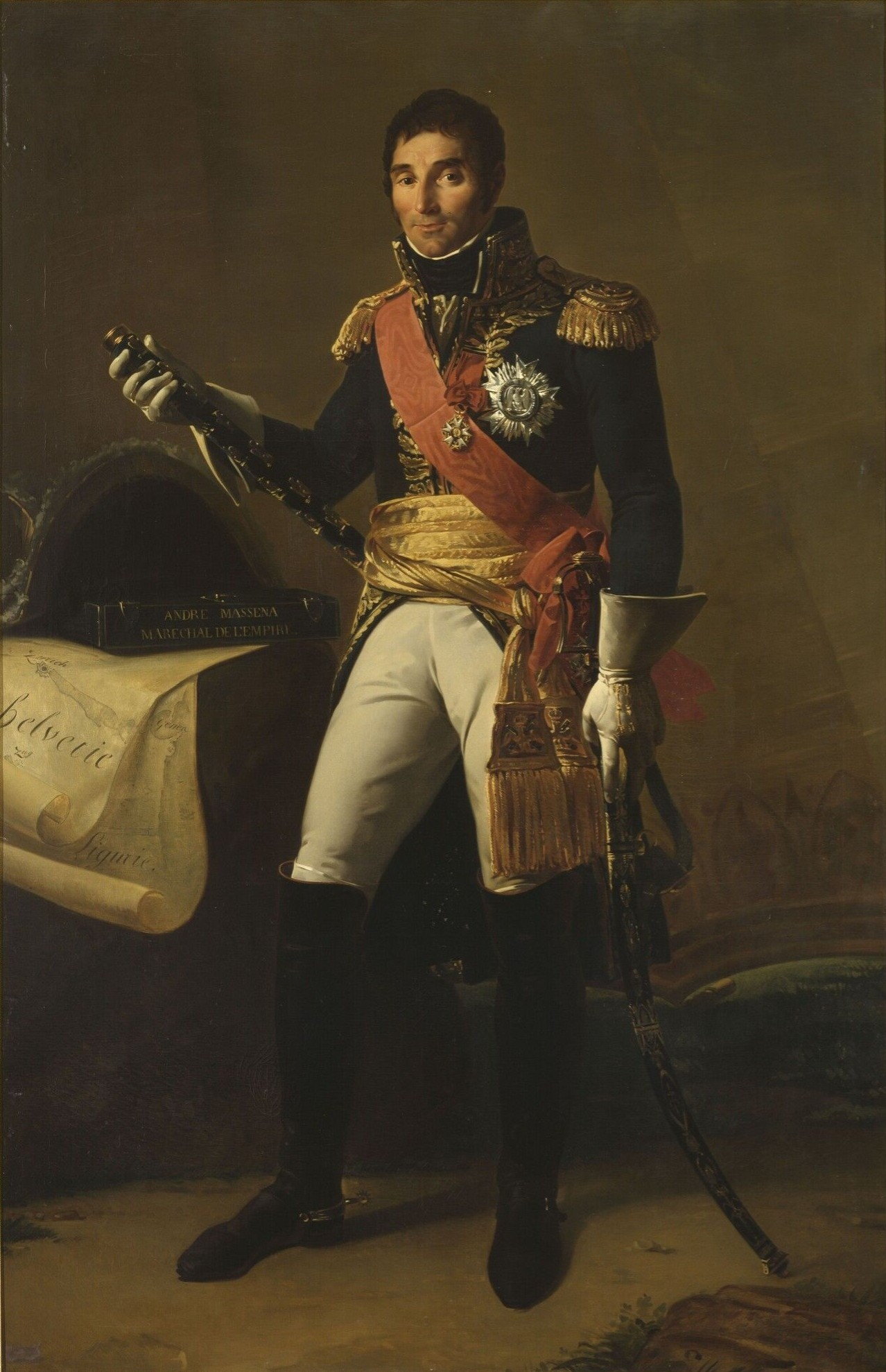
ماسينا 1814 بريشة أنطوان جان جروس.

لم يستعيد ماسينا ثقة نابليون حتى عام 1804. في ذلك العام، أصبح مارشال الإمبراطورية في مايو. قاد جيشًا مستقلاً استولى على فيرونا وقاتل النمساويين فيها ولاحقًا في 30 أكتوبر 1805 كالدييرو. تم منح ماسينا السيطرة على العمليات ضد مملكة نابولي، وقاد الجناح الأيمن للجيش الكبير في بولندا في عام 1807. حصل على أول لقب انتصار دوقي له، أمير ريفولي في 24 أغسطس 1808.
في عام 1804، شارك في إعادة تنظيم الماسونية الفرنسية وأصبح، في نوفمبر، «الممثل الأكبر للسيد الأكبر للمجلس الأعلى»؛ وبهذه الصفة، فهو أحد مفاوضي التحالف الذي تم إنشاؤه بين المُنَظمة والمجلس الأعلى. في عهد الإمبراطورية، كان عضوًا في نزل سانت كارولين في باريس.
في عام 1808، تم إطلاق النار على ماسينا بطريق الخطأ أثناء رحلة صيد مع الجناح الإمبراطوري. من غير الواضح ما إذا كان نابليون قد أطلق عليه النار بنفسه أو المارشال لويس ألكسندر بيرتييه، لكنه فقد استخدام عين واحدة نتيجة لذلك.

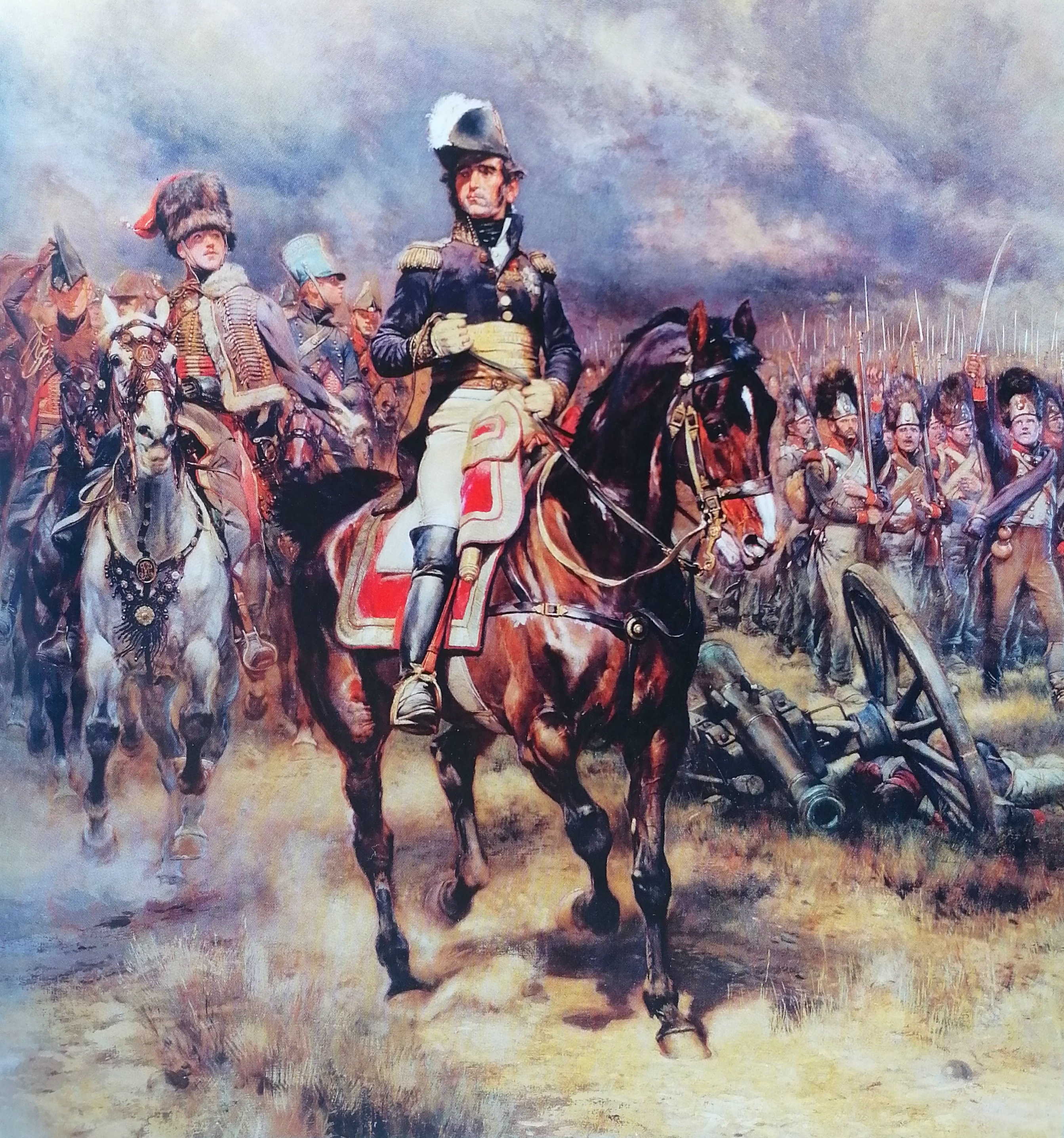
ماسينا في معركة أسبيرن-إيسلينج. بريشة إدوارد ديتيل.

لم يكن في الخدمة الفعلية حتى عام 1809، هذه المرة ضد قوات التحالف الخامس. في بداية الحملة، قاد ماسينا الفيلق الرابع في معارك إكمول وإبيرسبيرغ. في وقت لاحق من الحرب، عندما حاول نابليون العبور إلى الضفة الشمالية لنهر الدانوب في معركة أسبيرن-إيسلينج، علق جنود ماسينا على قرية أسبيرن خلال يومين من القتال الوحشي. تمت مكافأته في 31 يناير 1810 بلقب أمير إسلنغ، لجهوده هناك وفي معركة واغرام.

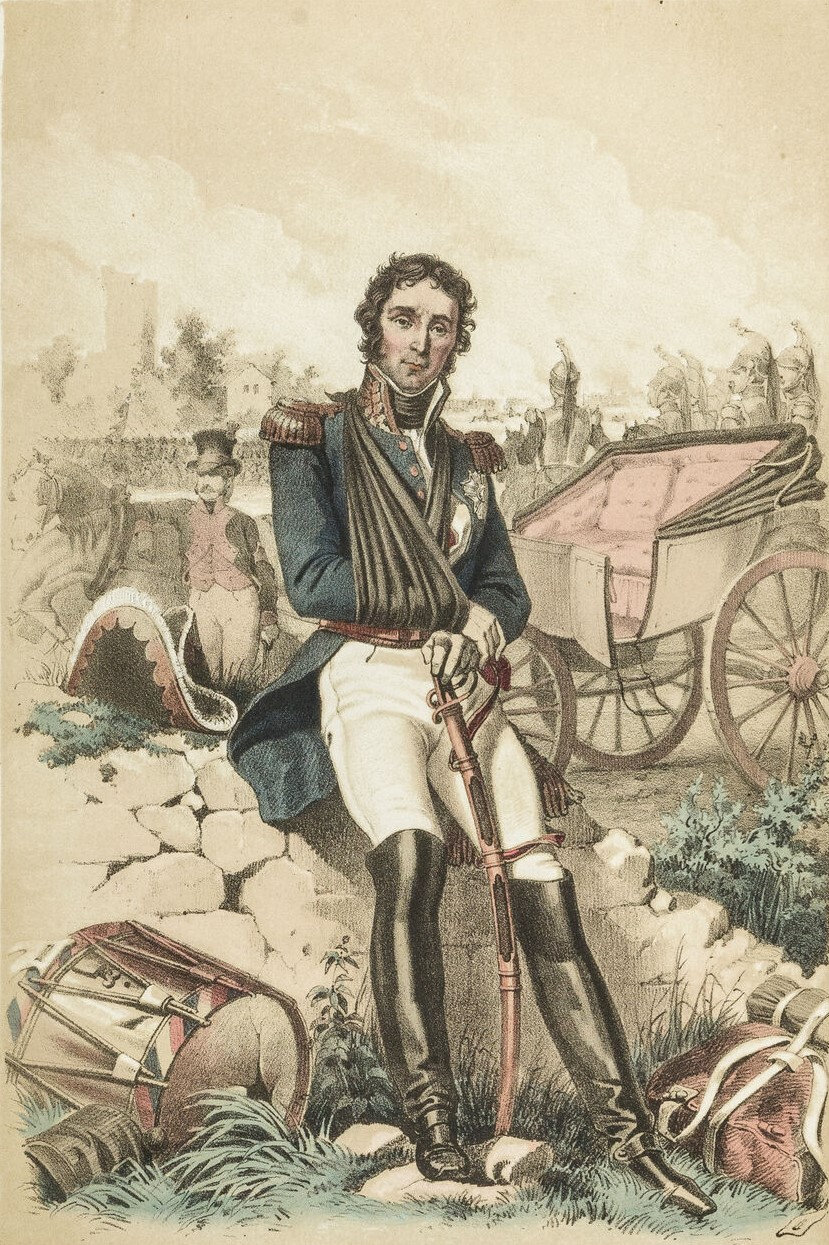
ماسينا في معركة واغرام، بريشة هنري فيليبوتو.

خلال حرب شبه الجزيرة، عين نابليون ماسينا قائدا لجيش البرتغال في عام 1810. استولى ماسينا على سيوداد رودريجو وألميدا بعد حصار ناجح، لكنه تعرض لانتكاسة على يد جيش دوق ويلينجتون الأنجلو-برتغالي في معركة بوساكو في 27 سبتمبر. بالضغط، أجبر ماسينا الحلفاء على التراجع إلى خطوط توريس فيدراس، حيث تبع ذلك حالة من الجمود لعدة أشهر. أخيرًا، أُجبر ماسينا على التراجع بسبب نقص الطعام والإمدادات، وانسحب إلى الحدود الإسبانية، مما دفع نابليون للتعليق، «أذاً، أمير إسلينج، لم تعُد ماسينا.»  بعد تعرُضه لمجموعة من الهزائم في معركة سابوجال ومعركة فوينتيس دي أونورو، تم استبداله بالمارشال أوغست دي مارمونت ولم يخدم مرة أخرى، ليصبح قائدًا محليًا في مرسيليا.

## التقاعد

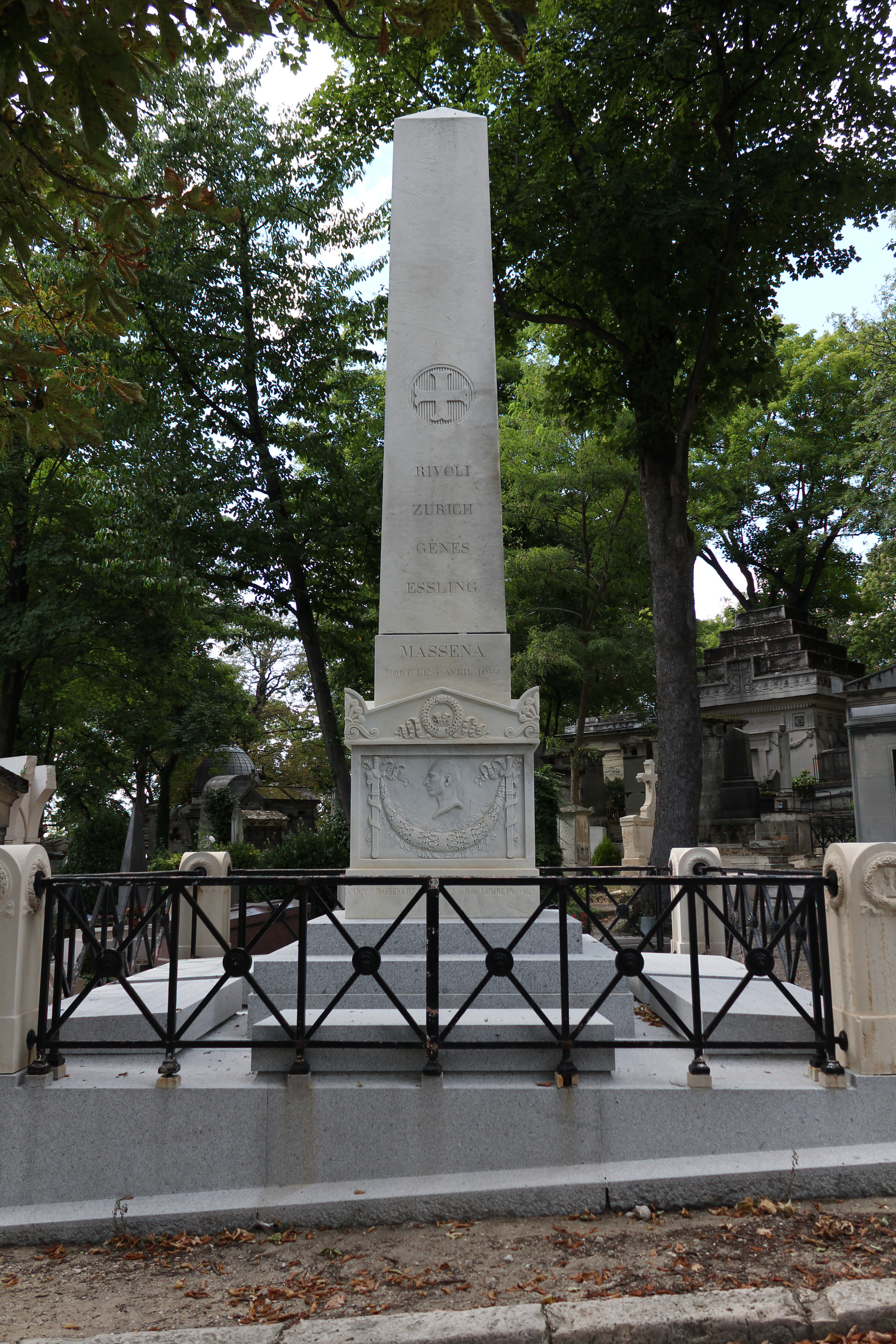
قبر ماسينا في مقبرة بير لاشيز.

احتفظ ماسينا بقيادته لفترة وجيزة بعد استعادة الملك لويس الثامن عشر حتى تمت إزالته بسبب خلفيته. عندما عاد نابليون من المنفى في العام التالي، انحاز ماسينا إلى جانب نابليون مرة أخرى، وحصل على لقب الند في فرنسا لكنه ظل قائداً محلياً. في اليوم التالي لتنازل نابليون الثاني عن العرش في 22 يونيو 1815، عينته الحكومة المؤقتة قائدًا للحرس الوطني في باريس، ولكن سرعان ما تم استبداله عند عودة البوربون. كان غير راغب في إثبات ولاءاته الملكية بعد هزيمة نابليون، وكان أيضًا عضوًا في المحكمة العسكرية التي رفضت محاكمة المارشال ميشيل ني. مات ماسينا في باريس عام 1817 ودُفن في مقبرة بير لاشيز، في قبر يتقاسمه مع صهره أونوريه تشارلز رايل.

## عائلة
بقيت زوجة ماسينا في منزلهم في أنتيبس خلال حملاته. ولدت ابنتهما الأولى ماري آن إليزابيث في 8 يوليو 1790، لكنها ماتت بعد أربع سنوات فقط. ابنهما الأول جاك بروسبر، المولود في 25 يونيو 1793، ورث لقب والده باعتباره أمير إسلنغ الثاني في 3 يوليو 1818. ولد فيكتوار ثيل في 28 سبتمبر 1794 وتزوج أونوريه تشارلز رايل في 12 سبتمبر 1814. فرانسوا فيكتور، ولد في 2 أبريل عام 1799، أصبح دوق ريفولي الثاني، أمير إسلنغ الثالث، وتزوج آن ديبيل في 19 أبريل 1823.

## الأرث
ماسينا هو أحد الأسماء الموجودة في بوليفارد مارشال الذي يحيط بباريس، ولديه أيضًا جسر سمي باسمه.
قرية ماسينا في نيويورك تم بنائؤها بواسطة حطابين فرنسيين مُهاجرين في أوائل القرن التاسع عشر وتم تسميتها على شرف ماسينا. مدينة ماسينا، آيوا، أيضًا في الولايات المتحدة والتي سميت بدورها باسم المجتمع في نيويورك، تكرم ماسينا بصورته في سينتينيال بارك. مسقط رأسه، نيس، يقع قصر ماسينا، الذي سمي أيضًا باسمه.
تم ذكر ماسينا أو ظهر في العديد من قصص «العميد جيرارد» للسير آرثر كونان دويل، بما في ذلك كيف أنقذ العميد الجيش (1902). ويظهر ماسينا كشخصية ثانوية في روايات برنارد كورنويل «هروب شارب»، والتي توضح بالتفصيل محاولة فرنسا الفاشلة لإعادة غزو البرتغال في عام 1810، بما في ذلك معركة بوساكو وشارب، التي توضح بالتفصيل معركة فوينتيس دي أونورو.

## المَراجع
1. ↑  Paris, Louis (1869). Dictionnaire des anoblissements (بالفرنسية). Paris: Bachelin-Deflorenne. Vol. 1. Archived from the original on 2021-12-13.
2. 1 2  Donald D. Horward, ed., trans, annotated, The French Campaign in Portugal, An Account by Jean Jacques Pelet, 1810-1811 (Minneapolis, MN, 1973), 501.
3. ↑  General Michel Franceschi (Ret.), Austerlitz (Montreal: International Napoleonic Society, 2005), 20.
4. ↑  "INS Scholarship 1997: André Masséna, Prince D'Essling, in the Age of Revolution". Napoleon-series.org. مؤرشف من الأصل في 2021-10-04. اطلع عليه بتاريخ 2013-03-16.
5. ↑  Rewbell to Masséna, 14 February 1797, Koch, Mémories de Masséna I, lxxxix.
6. ↑  Marshall-Cornwall, Massena, 72-74.
7. ↑  Édouard Gachot, Histoire militaire de Masséna, La Campagne d'Helvétie (1799) (Paris, 1904), 182-473.
8. ↑  Masséna to Ott, 2 June 1800, Gachot, Le Siège de Gênes, 241.
9. ↑  Bonaparte to Masséna, 25 June 1800, Correspondance de Napoléon Ier, No. 4951, VI, 489-90.
10. ↑  James Marshall-Cornwall, Marshal Massena, 115.
11. ↑  Roberts، Andrew (2014). Napoleon: A Life. Penguin. ص. 330.
12. ↑  Napoleon's Peninsular Marshals: A Reassessment. Richard Humble, 1972.
13. ↑  Elting, Swords Around a Throne, 141.